# Обинг
Обинг (њем. Obing) општина је у њемачкој савезној држави Баварска. Једно је од 35 општинских средишта округа Траунштајн. Према процјени из 2010. у општини је живјело 4.003 становника. Посједује регионалну шифру (AGS) 9189133.

## Географски и демографски подаци
Обинг се налази у савезној држави Баварска у округу Траунштајн. Општина се налази на надморској висини од 562 метра. Површина општине износи 43,8 km². У самом мјесту је, према процјени из 2010. године, живјело 4.003 становника. Просјечна густина становништва износи 91 становника/km².